# Scaptomyza diaphorocerca
Scaptomyza diaphorocerca är en tvåvingeart som beskrevs av Hardy 1965. Scaptomyza diaphorocerca ingår i släktet Scaptomyza och familjen daggflugor. Inga underarter finns listade i Catalogue of Life.